# Mario Salfi
Mario Salfi (Cosenza, 11 novembre 1900 – Napoli, 28 luglio 1970) è stato uno zoologo, biologo ed entomologo italiano.

## Biografia
Allievo di Umberto Pierantoni, nel 1948 divenne professore di zoologia all'Università di Napoli. Salfi ha compiuto numerose ricerche in ambito biologico, in particolare sugli aspetti sistematici, biogeografici ed ecologici degli Ortotteri e dei Tunicati Ascidiacei. Si prodigò inoltre per il restauro del Museo Zoologico di Napoli, danneggiato durante la seconda guerra mondiale.

## Trattati
- Annuario dell'Istituto e Museo di zoologia dell'Università di Napoli (dal Vol. I Napoli: Tip. La Floridiana, 1949 al Vol. VII Napoli: Tip. G. Di Blasio, 1957)
- Elementi di morfologia dei vertebrati, Napoli: Pellerano: Del Gaudio, 1950 (II ediz. 1959)
- Zoologia, Milano: Vallardi, 1957 (II ediz. 1965)
- Elementi di entomologia. Napoli: Pellerano-Del Gaudio, 1960